# Queimação de Palhinhas
A Queimação de Palhinhas é evento religioso e de cultura popular realizado no Maranhão e algumas cidades de Portugal. Marca o encerramento das comemorações natalinas no estado, sendo realizada no Dia de Reis, celebrado no dia 6 de janeiro. 
É marcada pelo desmonte do presépio que reproduz a cena do nascimento de Jesus e a visita dos reis magos. Os fiéis vão retirando, aos poucos, as palhinhas de uma planta chamada murta, utilizadas para decorar o presépio, e colocam para queimar em um fogareiro, produzindo um aroma agradável.
Durante a queimação, são cantadas ladainhas em latim e língua portuguesa, e os fiéis fazem pedidos para o ano que está começando. A festa também é vista como uma forma de pagar promessas. 
A festividade é realizada tradicionalmente, em casas, igrejas católicas e terreiros de religiões de origem africana no Maranhão (tambor de Mina).